# Justino de Neve
Justino de Neve y Chaves (Séville, 1625 - Séville, 1685) est un chanoine de la cathédrale de Séville, fondateur d'œuvres charitables et mécène.

## Biographie

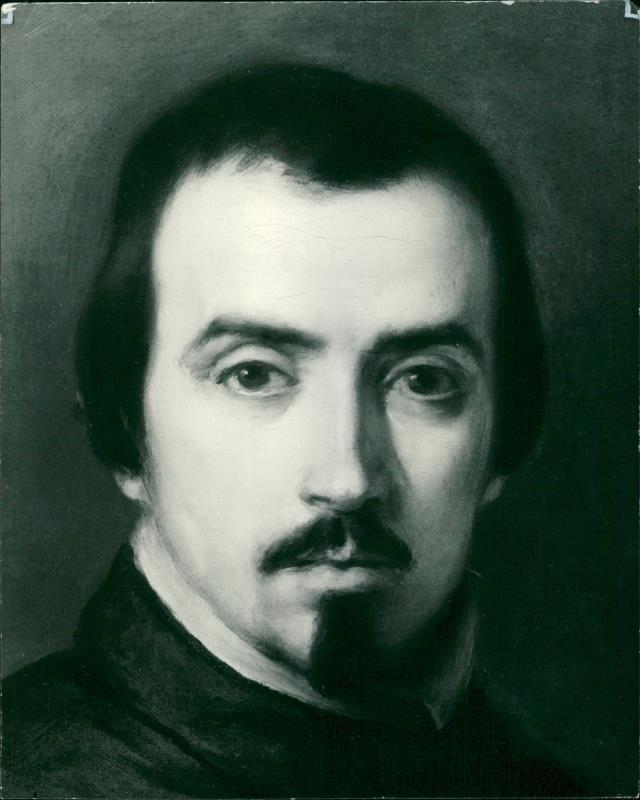
Détail du tableau de Murillo.

Justino de Neve naît à Séville en 1625 et il est baptisé le 6 septembre 1625 en l'église Saint-Barthélémy. Il est le fils d'un riche négociant sévillan, Juan de Neve. Il est ordonné prêtre à l'âge de 21 ans et nommé chanoine à 33 ans. Il fonde en 1675 l'hospice des Vénérables pour abriter les prêtres âgés et pauvres. Il est l'un de ceux qui donnent l'impulsion à l'aménagement dans le goût baroque et en conformité avec le concile de Trente de plusieurs églises de la ville, dont Santa María la Blanca (Sainte-Marie-des-Neiges). La décoration picturale est confiée à son ami intime Murillo. Celui-ci réalise Le Songe du patrice et la Visite au pontife, tableaux qui illustrent l'histoire de la fondation de la basilique Sainte-Marie-Majeure de Rome. Ces deux tableaux sont confisqués par le maréchal Soult en 1813. ils sont récupérés par la suite et se trouvent aujourd'hui au musée du Prado. Murillo réalise aussi un portrait du chanoine.
Justino de Neve finance la reconstruction de l'église Santa María la Blanca de Séville et avec le chanoine Juan de Loaysa joue un rôle prépondérant dans la célébration de la canonisation du roi Ferdinand III en 1671.
Justino de Neve fut aussi un éminent collectionneur d'art et put réunir cent-soixante œuvres dont dix-huit de son ami Murillo. Après sa mort, sa collection fut vendue aux enchères. Certains tableaux furent acquis par Gaspar Murillo, fils du peintre et également chanoine de la cathédrale de Séville, mais la majeure partie de la collection fut achetée par un négociant flamand résidant à Séville, du nom de Nicolás Omazur.
Depuis janvier 1895, la vieille rue del Chorro, dans le quartier Santa Cruz, où il demeurait, porte son nom. Son domicile se trouvait tout près de l'hospice des Vénérables de Séville dont il supervisa l'aménagement et près de l'église Santa María la Blanca.
Ses restes reposent en la cathédrale de Séville.